# Juegos tradicionales

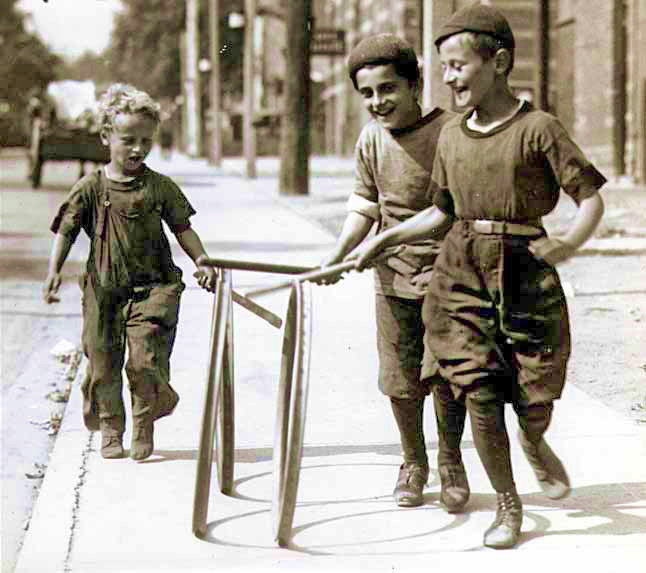
Niños de Toronto jugando al aro, 1922

Los juegos tradicionales son los juegos infantiles clásicos, que se realizan sin ayuda de juguetes tecnológicamente complejos, sino con el propio cuerpo o con recursos fácilmente disponibles en la naturaleza (arena, rocas, ciertos huesos como las tabas, hojas, flores, palos, colores, pedazos de ramas, etc) o entre objetos caseros (cuerdas, papeles, tablas, telas, hilos, botones, reciclados, etc).

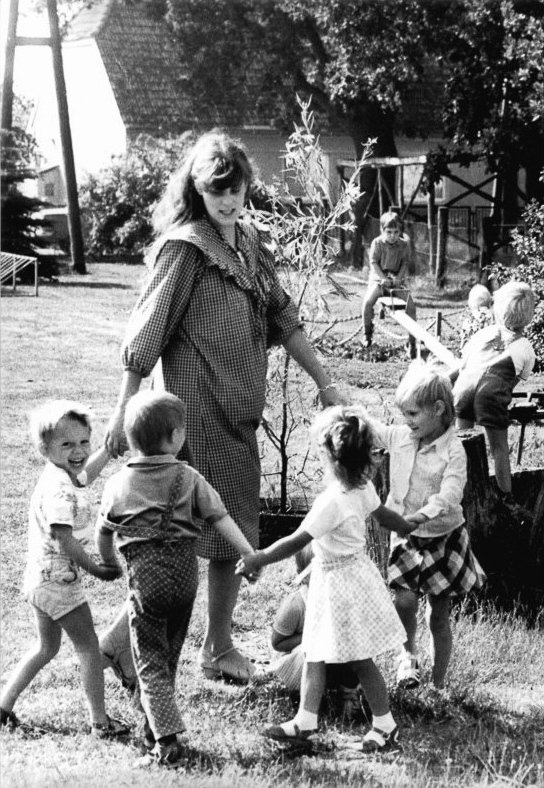
Niños jugando en un jardín. Unos juegan al corro con un adulto y otros con un balancín.

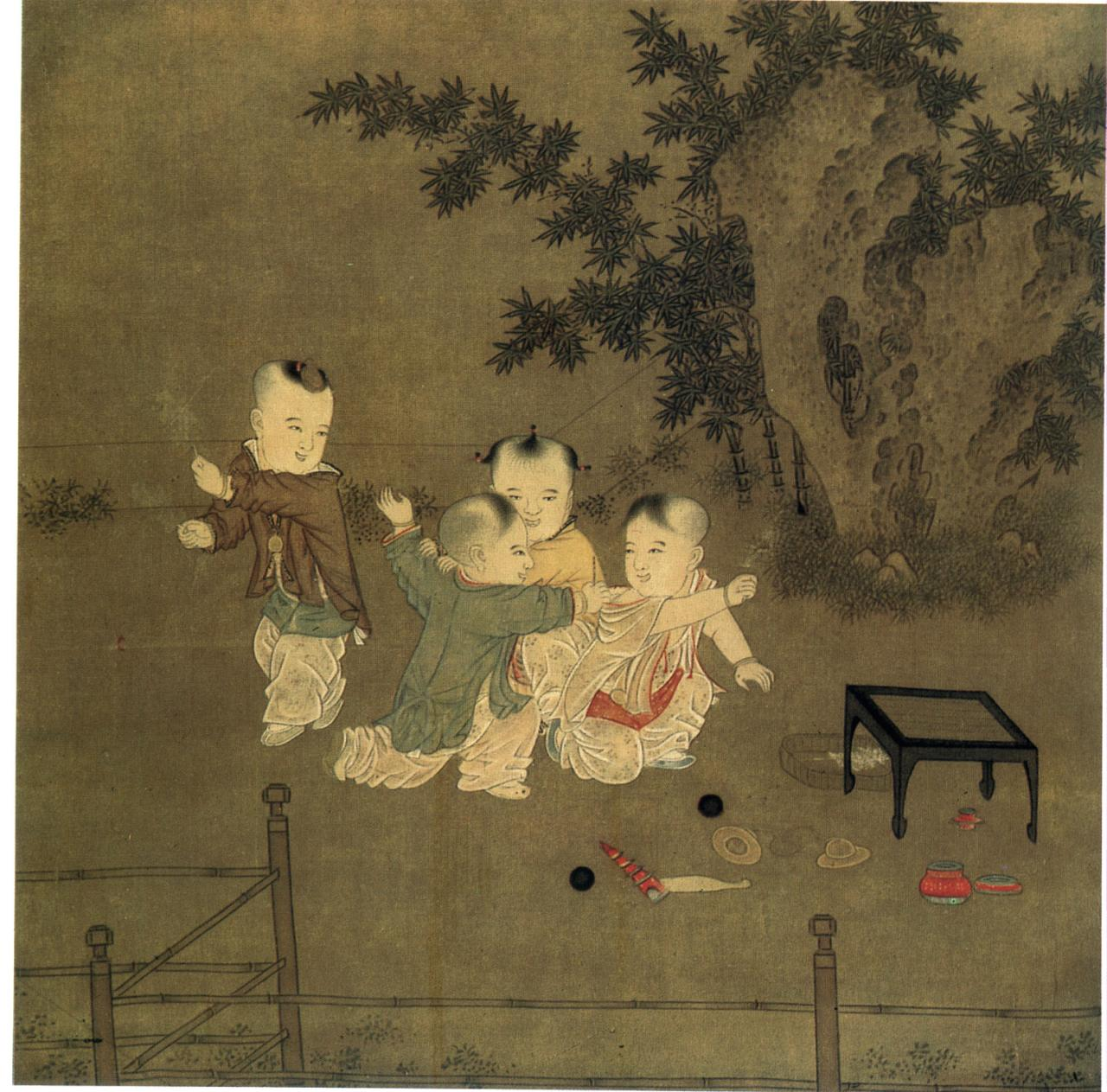
Niños jugando en una pintura de la dinastía Song.

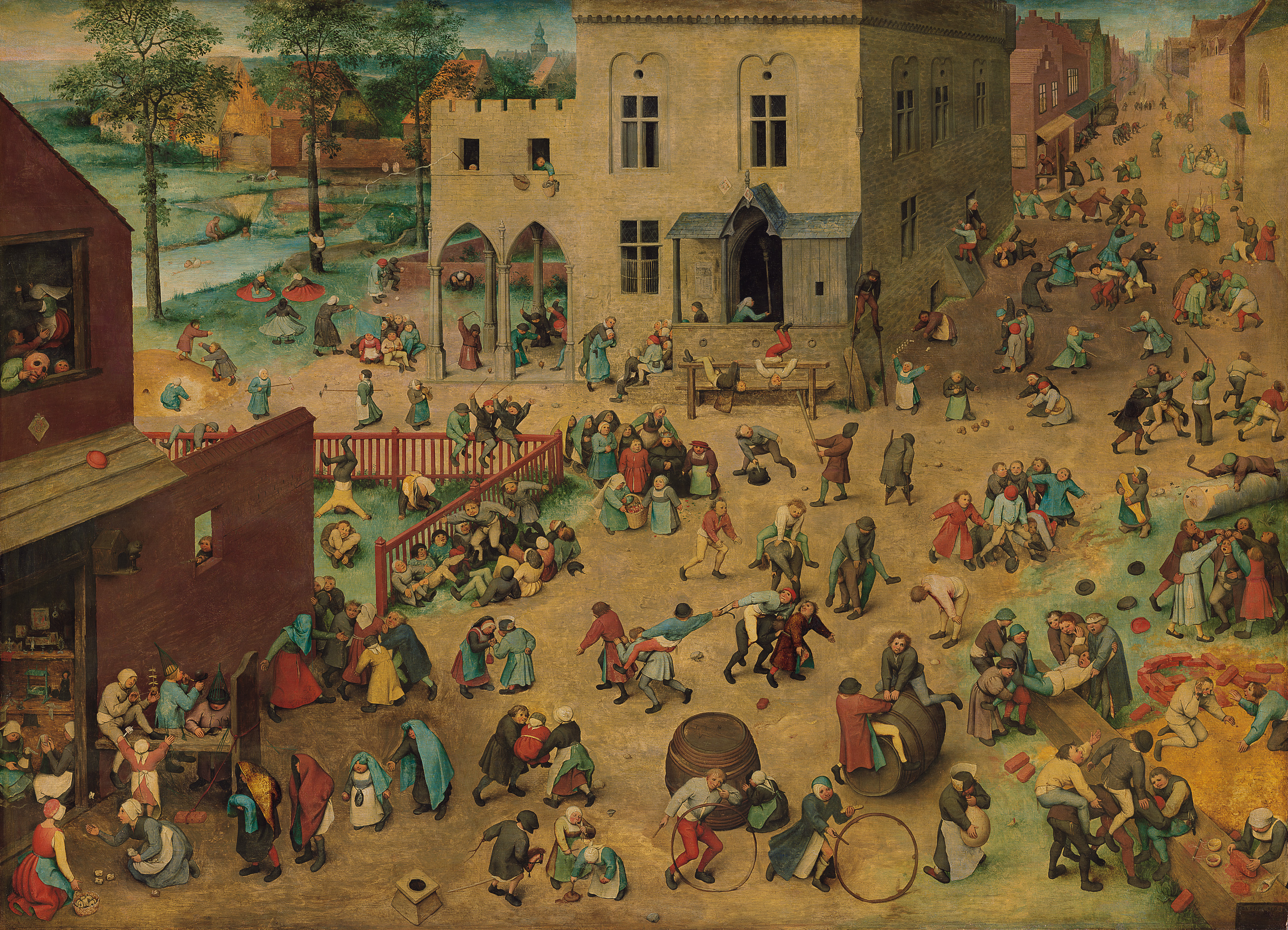
Juegos de niños, de Pieter Brueghel el Viejo, 1560.

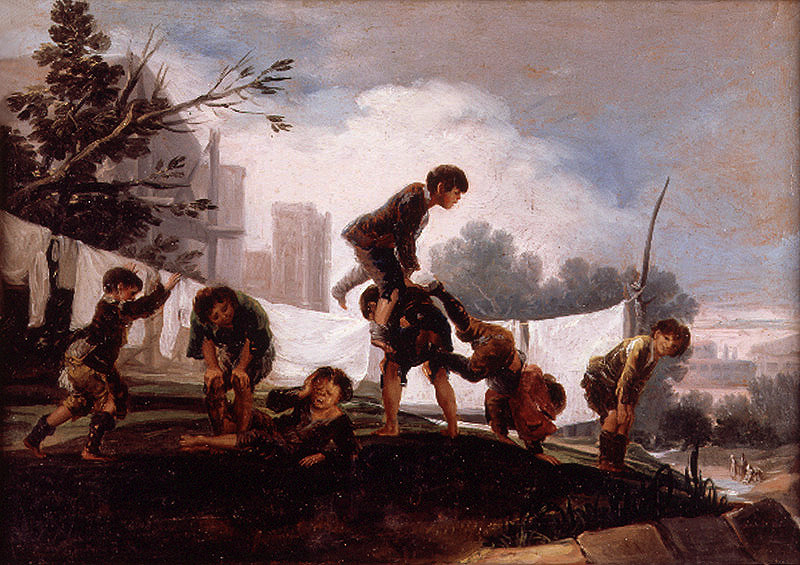
Juego de "pídola" o "el paso", en un tapiz de Francisco de Goya (ca.1779). Museo de Bellas Artes de Valencia.

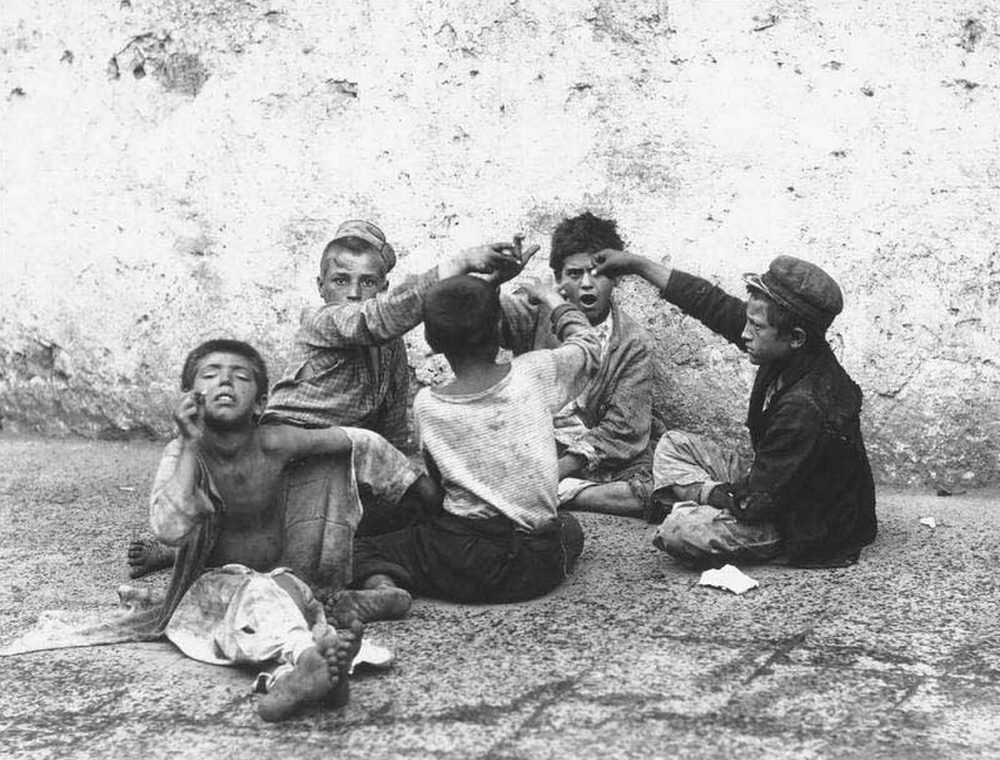
Niños napolitanos jugando a un juego denominado morra, 1890.

También tienen la consideración de tradicionales los juegos que se realizan con los juguetes más antiguos o simples (muñecos, cometas, peonzas, pelotas, canicas, dados, etc.), especialmente cuando se autoconstruyen por el niño (caballitos con el palo de una escoba, aviones o barcos de papel, disfraces rudimentarios, herramientas o armas simuladas); e incluso los juegos de mesa (de sociedad o de tablero) anteriores a la revolución informática (tres en raya, parchís, juego de la oca, barquitos etc.) y algunos juegos de cartas.
Su objetivo puede ser variable y pueden ser tanto individuales como colectivos; aunque lo más habitual es que se trate de juegos basados en la interacción entre dos o más jugadores, muy a menudo reproduciendo roles con mayor o menor grado de fantasía. Generalmente tienen reglas sencillas. Las relaciones sociales establecidas por los niños en los juegos, especialmente cuando se realizan en la calle y sin control directo de los adultos (juegos de calle), reproducen una verdadera cultura propia que se denomina cultura infantil callejera. Cuando la totalidad de la vida de los niños se desarrolla autónomamente y de forma ajena al cuidado de los adultos, se habla de niños de la calle. Las relaciones entre niños (tanto las debidas al juego como a otras interacciones) que tienen lugar dentro del entorno escolar son una parte fundamental del denominado currículum oculto.
Los juegos que implican actividad física casi siempre son ejecutados al aire libre, implican alguna forma de expresión corporal y tienden a servirse de habilidades motrices básicas como saltar, correr o caminar, entre otros. Por su relación con la denominada fase de la expresividad motriz de la psicomotricidad son también llamados juegos motrices. Se realizan desde muy temprana edad, constituyendo una necesidad para el desarrollo: los bebés, espontáneamente o estimulados por sus padres o hermanos, comienzan su relación con el juego girando ante sus ojos sus propias manos (en español se les canta la canción cinco lobitos) o tapándose con ellas los ojos ,el escondite. Los primeros juegos infantiles, en El desarrollo de los niños, paso a paso, UOC, 2003, ISBN 8483187698.</ref>
Las escuelas y parques suelen poseer patios de recreo, patios de juego, campos de juego o parques infantiles especialmente delimitados y diseñados para los juegos infantiles, que en el mejor de los casos cuentan un suelo especialmente adaptado (o un simple arenero) y con estructuras metálicas, de madera o de plástico, como toboganes, columpios, balancines, etc. La legislación prevé sus características en cuanto al cumplimiento de determinados requisitos de seguridad.
Tanto los juegos más activos como los más sedentarios implican algún grado de escenificación, en el que los niños asumen roles diferentes, con mayor o menor grado de complejidad, de forma individual o formando equipos. En muchos de ellos se someten a pruebas mentales o juegos de ingenio en los que se ponen imaginariamente en diversas situaciones hipotéticas, en las que tienen que demostrar algún tipo de habilidad mental (como la observación, la deducción, la toma de decisiones y la necesidad de considerar las decisiones ajenas -ponerse en el lugar del otro-), o han de realizar alguna elección o someterse a un proceso de eliminación o de subasta. La mayor parte tienen algún grado de competitividad o colaboración, y muy a menudo de ambas. A pesar de que tradicionalmente se les ha considerado pueriles, e incluso han recibido la denominación de juegos menores, por muy sencillos que sean esos juegos (veo, veo, acertijos, deshojar la margarita, piedra, papel o tijera, los chinos, pito, pito, colorito, echar a pies, echar a suertes, todo tipo de juegos de azar, etc.), suponen un grado de abstracción que no tiene nada de trivial: el análisis científico de estos y otros tipos de juegos mentales es una disciplina matemática de vanguardia: la teoría de juegos.
Como cualquier tipo de juego, los juegos infantiles tradicionales que se siguen jugando en la actualidad tienen un origen que, según cada caso, puede ser muy antiguo. Suelen estar estrechamente vinculados con el folclore mediante poesías infantiles, retahílas, canciones, bailes y otros contenidos de cultura popular, por lo que también son denominados juegos populares. También se utiliza el término folclore infantil o el de etnología lúdica.
También pueden relacionarse con los denominados deportes populares, deportes tradicionales, deportes autóctonos o deportes rurales.
Aunque a veces se utilizan como términos opuestos, es difícil establecer una diferencia conceptual entre juegos populares y tradicionales. En algunas fuentes se les diferencia según su mayor o menor formalidad, que hace que existan juegos tradicionales no infantiles, sino jugados por adultos, y que se consideran verdaderos deportes. En otras se diferencian ambos de los juegos autóctonos o juegos vernáculos (los que se dan en una zona geográfica determinada). En realidad, esas y otras posibles distinciones no pasan de ser matices que pueden estar presentes en muchos de estos juegos, que pertenecerían a varias o todas de esas categorías. Muy habitualmente las fuentes, incluso recogiendo la diferencia teórica en la denominación, los tratan de forma indistinta o intercambiable.

Los niños también realizan actividades de juego no espontáneas sino reglamentadas, y no encaminadas principalmente a la diversión, sino a un propósito definido por sus padres, monitores o profesores. Ese propósito de los juegos dirigidos suele expresarse en términos educativos y formativos, y cumple una función muy importante en las sociedades postindustriales: la solución al problema que para los padres supone la organización del tiempo libre de los niños. Su diferencia con el mero juego parte del establecimiento de cierto grado de organización y su control por los adultos a cuyo cargo se encuentran: el deporte infantil y el deporte juvenil como actividades extraescolares o la mayor parte de las actividades de la educación física como parte de la programación escolar.

## Juegos populares infantiles
Son juegos más solemnes que  han sido transmitidos de generación en generación, pero su origen se remonta a tiempos muy lejanos.
No solamente han pasado de padres a hijos, sino que en su conservación y divulgación han tenido que ver mucho las instituciones y entidades que se han preocupado de que no se perdieran con el paso del tiempo. Están muy ligados a la historia, cultura y tradiciones de un país, un territorio o una nación. Sus reglamentos son similares, independientemente de donde se desarrollen.
El material de los juegos es específico de los mismos, y está muy ligado a la zona, a las costumbres e incluso a las clases de trabajo que se desarrollaban en el lugar.
Sus practicantes suelen estar organizados en clubes, asociaciones y federaciones. Existen campeonatos oficiales y competiciones más o menos regladas.
Algunos de estos juegos tradicionales con el tiempo se convirtieron en deportes, denominados tradicionales, de modo que la popularidad que tienen entre los habitantes de un territorio o país compite con la popularidad de otros deportes convencionales. Algunos ejemplos: la petanca, el chito, los bolos, la rana, etc.
Entre estos, podríamos encontrar juegos que con el tiempo se han convertido en verdaderos deportes ligados a una región, y que sólo se practican en ella, llegando a formar parte de las tradiciones culturales. El origen de los juegos y deportes tradicionales está ligado al propio origen de ese pueblo, por ello, los denominan juegos o deportes autóctonos. Algunos ejemplos son: la Lucha canaria, el silbo, el palo canario, la soga tira, la pelota mano, el lanzamiento de barra, etc.

### Juegos con objetos

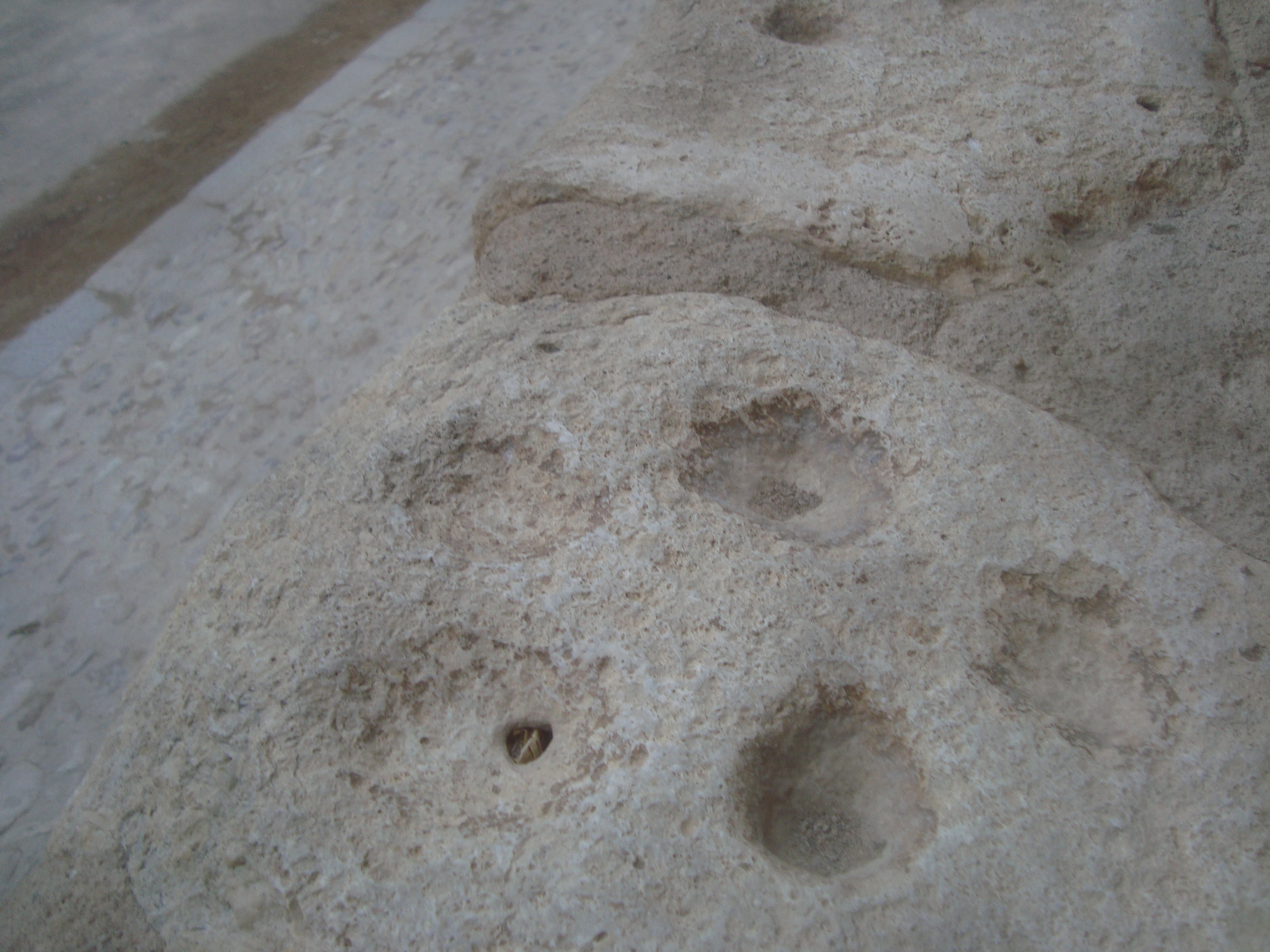
Piedra-tablero de juego antiguo para jugar a las tabas.

Algunos implican un alto grado de actividad física y psicomotricidad:
- Saltar a la cuerda
- La goma
- Juego de la soga
- Carrera de sacos
- Juego del pañuelo
- Rayuela[9]
- o mate[10][11]
- Billarda[12][13]
- Canga[14]
- A porca

Otros son más bien juegos de habilidad manual:
- Trompo (peón o peonza)
- Canica
- Matatenas
- Cometa
- Runrún
- Yo-yo
- Perinola
- Papiroflexia (más comúnmente llamado "Origami")
- Las cinco piedrecitas[15]
- Figuras de cuerda (trazar figuras con cuerdas o gomas elásticas utilizando los dedos de ambas manos, o entre los de varios jugadores)[16]
- Juego de las tabas
- Hacer 'sopas' u ondas en el agua con guijarros: lanzar guijarros planos en una superficie de agua para que se deslicen haciendo ondas antes de hundirse. Cada impacto cuenta como tanto.

## Juegos más populares
Entre los juegos que se realizan con partes del cuerpo, como los dedos de las manos, algunos son un tipo de competición lógica:
- Piedra, papel y tijera
- Pares o nones
- Morra

Otros tienen un alto grado de actividad física o incluso pueden llegar a ser violentos:
- Lucha de pulgares
- Calientamanos
- Echar pulsos
- Churro, mediamanga, mangotero

Por último, los hay que se basan en la expresión corporal:
- Juego de las películas (adivinar el título de una película, o de cualquier otra cosa, a base de pistas "mudas", únicamente a través de expresiones corporales)

### A lápiz y papel
- Batalla naval
- Tres en línea
- Guerra de papel

- Petanca
- Chito
- Bolos
- La rana

Entre estos, podríamos encontrar juegos que con el tiempo se han convertido en verdaderos deportes ligados a una región, y que sólo se practican en ella, llegando a formar parte de las tradiciones culturales. El origen de los juegos y deportes tradicionales está ligado al propio origen de ese pueblo, por ello, los denominan juegos o deportes autóctonos; aunque en muchos de los casos su origen sea incluso anterior a cualquier posible conformación de una identidad nacional o regional contemporánea: es el caso de la lucha greco-romana, que está en el origen de muy distintas manifestaciones locales en distintos países (en España la lucha leonesa y la lucha canaria).
- Silbo
- Palo canario
- Soga tira
- Pelota mano y otras modalidades de pelota vasca
- Barra española o lanzamiento de barra